# Aaron Ernest
Aaron Ernest (ur. 8 listopada 1993) – amerykański lekkoatleta specjalizujący się w biegach sprinterskich.
Podczas mistrzostw świata juniorów w Barcelonie (2012) zdobył złoto w sztafecie 4 x 100 metrów i srebrny medal w biegu na 100 oraz 200 metrów.
Stawał na podium juniorskich mistrzostw USA oraz mistrzostw NCAA. 
Rekordy życiowe: bieg na 100 metrów – 10,12 (10 czerwca 2015, Eugene) / 10,04w (11 maja 2013, Columbia); bieg na 200 metrów – 20,14 (3 maja 2014, Baton Rouge); bieg na 200 metrów (hala) – 20,53 (24 lutego 2013, Fayetteville). 

## Osiągnięcia
| Rok  | Impreza                       | Miejsce   | Konkurencja        | Pozycja    | Wynik |
| ---- | ----------------------------- | --------- | ------------------ | ---------- | ----- |
| 2012 | Mistrzostwa świata juniorów   | Barcelona | bieg na 100 m      | 2. miejsce | 10,17 |
| 2012 | Mistrzostwa świata juniorów   | Barcelona | bieg na 200 m      | 2. miejsce | 20,53 |
| 2012 | Mistrzostwa świata juniorów   | Barcelona | sztafeta 4 x 100 m | 1. miejsce | 38,67 |
| 2014 | Młodzieżowe mistrzostwa NACAC | Kamloops  | bieg na 200 m      | 5. miejsce | 20,81 |
| 2014 | Młodzieżowe mistrzostwa NACAC | Kamloops  | sztafeta 4 x 100 m | 1. miejsce | 38,47 |